# 서포여이 야노시

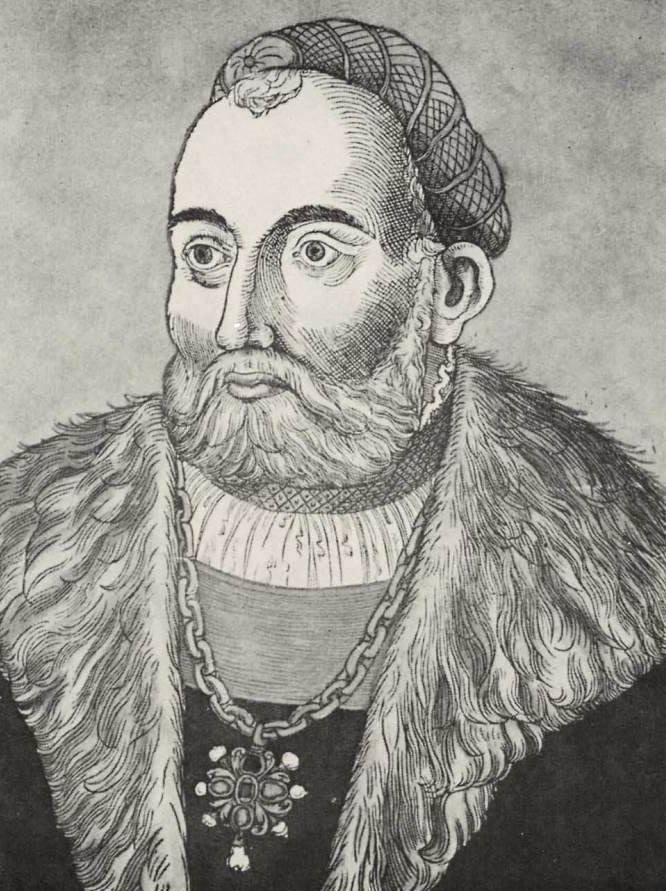
서포여이 야노시

서포여이 야노시(헝가리어: Szapolyai János, 크로아티아어: Ivan Zapolja 이반 자폴랴, 1490년 또는 1491년 ~ 1540년 7월 22일) 또는 야노시 1세(헝가리어: I. János)는 헝가리의 국왕(재위: 1526년 ~ 1540년)이자 페르디난트 1세의 대립왕이다.
헝가리의 귀족인 서포여이 이슈트반(Szapolyai István)의 아들로 태어났다. 그의 어머니인 야드비가 치에신스카(Jadwiga Cieszyńska)는 폴란드의 공주 출신으로 치에신 공작 프셰미스와프 2세(Przemysław II)의 딸이기도 하다. 헝가리의 국왕으로 즉위하기 이전에는 트란실바니아의 수반을 역임했다.
1526년 모하치 전투에서 헝가리의 국왕이었던 러요시 2세가 오스만 제국 군대의 공격을 받고 전사하면서 헝가리의 왕위는 공석이 되었다. 이 과정에서 야노시는 합스부르크 가 출신인 페르디난트와 함께 헝가리의 왕위를 놓고 경쟁을 벌였다. 야노시는 15년 동안 헝가리에서 정치 경력을 역임했을 정도로 헝가리의 귀족 중에서 지도력을 갖고 있었다. 이 때문에 헝가리의 귀족들은 야노시를 국왕으로 추대했다.
1526년 11월 10일 세케슈페헤르바르에서 소집된 의회에서 헝가리의 국왕으로 즉위했다. 1529년 오스만 제국의 술탄이었던 술레이만 1세는 헝가리가 오스만 제국의 속국이 되었음을 승인했다. 1539년 폴란드의 공주 이자벨라 야기엘론카(Izabela Jagiellonka, 지그문트 1세의 딸)와 결혼했다. 1540년에는 아들인 야노시 지그몬드를 얻었지만 아들을 얻은 지 9일만에 사망했다.
| 전임 러요시 2세 | 헝가리의 국왕 페르디난트 1세의 대립왕 1526년 ~ 1540년 | 후임 서포여이 야노시 지그몬드 |